# Raj Panjabi
Raj Panjabi (Monróvia, 3 de fevereiro de 1981) é um médico, empresário e professor norte-americano. Em 2016, apareceu na lista de 100 pessoas mais influentes do ano pela Time.